# Dům v Kaprové ulici
Dům v Kaprové ulici (německy Das Haus in der Karpfengasse) je západoněmecký dramatický film z roku 1965, který režíroval Kurt Hoffmann, v hlavních rolích s Janou Brejchovou, Edith Schultze-Westrumovou a Wolfgangem Kielingem. Scénář Gerda Angermanna je založen na stejnojmenném románu rakousko-izraelsko-židovského autora Mošeho Ja'akova Ben-Gavriêla. Hudbu k filmu složil Zdeněk Liška.
Zobrazuje židovské obyvatele pražského penzionu během německé okupace Čech, Moravy a Slezska. Film získal několik ocenění. Film se natáčel v pražských studiích Barrandov a na různých místech po městě.

## Obsazení
- Jana Brejchová – Božena
- Edith Schultze-Westrumová – paní Kaudersová, matka
- Wolfgang Kieling – Karl Marek
- František Filipovský – Ignaz Kauders, otec
- Ladislav Kříž – Emil Kauders
- Rosl Schäferová – Olga Marková
- Helmut Schmid – poručík Slezak
- Valtr Taub – Salomon Laufer
- Hana Vítová – Mali Lauferová
- Peter Herrmann  – Ernst Laufer
- Tamara Kafková – Frieda Lauferová
- Martin Gregor – Marcel Lederer
- Margrit Weilerová – Bertha Ledererová
- Walter Buschhoff – Krauthammer
- Jiří Holý – Klossmann
- Rudolf Hrušínský – Karl Glaser
- Karl-Otto Alberty – Leopold Glaser
- Ludmila Pešková – Anna Krummbeinová
- Václav Voska – Leo Mautner
- Eva Maria Meinekeová – Lilly Mautnerová
- Ivan Mistrík – Milan Šrámek
- Berno von Cramm – Behrend
- Jan Tříska
- Josef Beyvl
- Rudolf Deyl ml.
- Libuše Pešková